# Obsługa maszyn i urządzeń
Obsługa maszyn i urządzeń – czynność związana z podtrzymywaniem lub przywracaniem obiektowi technicznemu jego zdolności użytkowej w czasie. W zależności od celu obsługiwania rozróżnia się:
1. obsługę jednokrotną – wykonuje się tylko raz np. podczas wdrażania urządzenia do użytku lub wycofywania go z eksploatacji
2. obsługę codzienną obejmuje takie czynności, jak sprawdzenie: czystości maszyn, częstotliwości i jakości smarowania, działanie mechanizmów jezdnych, stanu ogumienia, zużycia materiałów pędnych, stanu osłon ochronnych i ogólnego bezpieczeństwa pracy
3. Obsługa okresowa polega ona zazwyczaj na dokonywaniu przeglądu i ewentualnej konserwacji, wymianie podzespołów maszyn. Zadaniem obsługi okresowej są zabiegi wykonywane cyklicznie, zgodnie z ustalonym harmonogramem, po upływie określonego czasu pracy maszyny lub po osiągnięciu określonej innej miary użytkowej np. liczby przejechanych kilometrów przez pojazd.

Do obsługi okresowej należą zabiegi wykonywane cyklicznie, zgodnie z ustalonym harmonogramem, po upływie określonego czasu pracy maszyny lub osiągnięciu określonej innej miary użytkowania, np. liczby kilometrów przejechanych przez pojazd. Polegają one na kontrolowaniu stanu technicznego maszyn i usuwaniu zauważonych wad oraz usterek, ustaleniu stopnia zużycia części i mechanizmów maszyny oraz sprawdzeniu, czy mechanizmy nie zostały nadmiernie rozregulowane. W ten sposób można zapobiec ewentualnym uszkodzeniom lub awariom.
Po przeprowadzeniu obsługi okresowej wymienia się części szybko zużywające się oraz usuwa usterki. Wyniki podaje się w protokole obsługi. Terminy przeprowadzania obsług okresowych ustala główny mechanik i uzgadnia je z kierownikami działów produkcyjnych i pomocniczych, przy czym powinny one być uwzględnione również w rocznym planie przeglądów oraz w miesięcznym harmonogramie obsług okresowych.

## Literatura
- PN-EN 13269:2006 – Obsługiwanie -- Wytyczne dotyczące przygotowania umów
- PN-EN 13306:2006 – Terminologia dotycząca obsługiwania
- PN-EN 13460:2006 – Dokumenty dotyczące obsługiwania
- PN-N 04001:1982 – Eksploatacja obiektów technicznych. terminologia ogólna (wycofana bez zastąpienia 2006, przydatna)